# Щетинин, Сергей Сергеевич
Серге́й Серге́евич Щети́нин — екатеринославский губернатор (1919), деятель Белого движения на Юге России, организатор борьбы с отрядами Махно. До революции — инженер, создатель первого в России авиационного завода ПРТВ («Первое Российское Товарищество Воздухоплавания»).

## Биография
Происходил, вероятно, из дворянского рода Щетининых. Получил юридическое образование.

### Авиастроитель и инженер
В июле 1909 года совместно с Я. М. Гаккелем, заинтересовав московского купца М. А. Щербакова и конструктора Эрдели, организовал «Первое Российское Товарищество Воздухоплавания», которое разместилось в здании на Корпусной улице в Санкт-Петербурге.
Производство самолётов началось в 1910 году с бипланов «Россия-А» и монопланов «Россия-Б» (изготовлено по 5 экземпляров каждого), затем Военное ведомство выдало товариществу ссуду на постройку аэропланов французских моделей.
Щетининым было организовано собственное конструкторское бюро. С приходом на завод Д. П. Григоровича получили развитие работы по гидросамолётам.
В 1914 году была построена его первая летающая лодка М-1, в 1915—1916 годах по заказу Морского ведомства на заводе строилась крупная серия летающих лодок М-5. В качестве наблюдателя за постройкой гидросамолётов в начале 1916 года здесь начал работать А. Н. Прокофьев-Северский. После революции, в 1918 году, завод был национализирован и вошёл в состав завода «Красный лётчик».
На аэродроме под Гатчиной С. Щетинин открыл первую частную русскую авиационную школу «Гамаюн».
В 1909 году начал издаваться журнал «Вестник воздухоплавания».
В 1912 году организовал добровольческий отряд лётчиков, принимавший участие в Балканской войне на стороне Болгарии в составе 4 аэропланов «Фарман», 4-х лётчиком и группы авиамехаников. За участие в боевых действиях ему был пожалован Кавалерский крест ордена «За военные заслуги».

### Революционные события
Сразу после Октябрьского переворота на квартире Щетинина скрывался несколько дней от ареста большевиками бывший начальник штаба Верховного главнокомандующего М. В. Алексеев. Именно оттуда он, вместе с женой Щетинина — Натальей Павловной, дочерью тайного советника в отставке — выехал в Ростов (вместе с ними по паспорту Щетинина уехал полковник Веденяпин).
Впоследствии Щетинин стал членом организации Алексеева: был учредителем Хозяйственно-технического союза освобождённых областей России, помощником управляющего Отделом торговли и промышленности, был назначен Екатеринославским губернатором.

### Екатеринославский губернатор
Первоначально население Екатеринослава встретило белых восторженно. Крестьяне сохраняли нейтралитет, но городское население, включая часть рабочих, выражало свои симпатии Белой армии. Генерал Шкуро вспоминал:

Я никогда не забуду въезда моего в Екатеринослав. Люди стояли на коленях и пели «Христос Воскресе», плакали и благословляли нас. Не только казаки, но и их лошади были буквально засыпаны цветами. Духовенство в парадном облачении служило повсеместно молебны. Рабочие постановили работать на Добрармию по мере сил. Они исправляли бронепоезда, бронеплощадки, чинили пушки и ружья. Масса жителей вступала добровольцами в войска. Подъём был колоссальный. Как изменилось все это впоследствии, когда там поработали на разрушение русского дела господа вроде губернатора Щетинина.— «За 100 лет до Коломойского. Как губернатор Екатеринослава создал «удельное княжество» с добробатами и кафешантаном.»
Возглавивший регион губернатор Щетинин обвинялся своими критиками в том, что организовав подразделения так называемой государственной стражи, и даже что-то вроде большевистского ЧК, ездил по губернии, производя реквизиции и расстрелы без веских на то причин, чем рассорился с крестьянством до такой степени, что вся губерния оказалась охвачена огнём восстания, а крестьяне целыми деревнями уходили к Махно.
Ротмистр Дмитрий Борисович Бологовский в своих мемуарах писал о Щетинине следующее:

Екатеринославский губернатор Щетинин додумался до простого и верного средства зафиксировать навсегда и усилить во сто крат мужицкое озлобление. Как все гениальное, способ его был прост. Он создал в тылу Добровольческой армии особые части под названием «резерв екатеринославской стражи», которые состояли из земельных собственников Екатеринославской губернии и официальное назначение которых было крайне туманно. Неофициально же они занимались тем, что производили у мужиков обыски и, найдя какую-либо вещь, принадлежавшую ранее помещику, арестовывали крестьянина, а вещь отбирали. Самого же крестьянина, смотря по настроению момента, или отпускали, или пороли, или расстреливали, или сажали в тюрьму на неопределенное время.

Как курьез необходимо отметить, что при этом резерве стражи, которым командовал полковник Панкевич, была организована Чрезвычайная следственная комиссия (название официальное) под начальством штаб-ротмистра Касьянова. Таким образом, и территория Вооруженных сил Юга России могла похвастаться, что имеет свою, хотя бы и одну только, «Чеку». Местопребывание свое эта «Чека» имела всегда при Щетинине.— «За 100 лет до Коломойского. Как губернатор Екатеринослава создал «удельное княжество» с добробатами и кафешантаном.»
Разумеется, нельзя списывать все неудачи белых в Екатеринославе на одного Щетинина. Сыграло свою роль и затягивание белым командованием решения земельного вопроса «вплоть до полной победы», и общая неустроенность гражданского управления на Юге России, и реквизиции, а также военные операции против махновцев, которые проводил, в частности, тот же Шкуро. Тем не менее, итоги губернаторства Щетинина были плачевны: в октябре 1919 года Нестор Махно взял Екатеринослав.
Щетинин, порицаемый общественным мнением, отбыл в эмиграцию. В конечном итоге он вместе с женой оказался в эмиграции в Парагвае, где принимал участие в Чакской войне.
Талантливый авиастроитель и инженер, человек, даже по меркам Белого движения, радикально правых взглядов (он, в частности, предлагал Бологовскому организовать убийство одного из лидеров кадетов Максима Винавера), сторонник помещичьего землевладения и жестких мер в адрес крестьянства, Щетинин вошел в историю Белого движения, как одиозный и жестокий человек.
В то же время, существуют и другие оценки его деятельности. В книге «Батька Махно» за авторством Герасимова, опубликованной Щёголевым, Щетинин описывается как один из организаторов борьбы с махновщиной, которой весьма преуспел в этом деле благодаря рвению своих агентов и солдат государственной стражи.
Брат — Щетинин, Александр Сергеевич, член Особого совещания при главнокомандующем ВСЮР.

## В кино
- Пока безумствует мечта (СССР, 1978) — Щетинкин, негоциант с неустойчивой психикой (прототип). Роль исполнил актёр Виктор Павлов.